# Protapanteles minor
Protapanteles minor är en stekelart som först beskrevs av William Harris Ashmead 1906.  Protapanteles minor ingår i släktet Protapanteles och familjen bracksteklar. Inga underarter finns listade i Catalogue of Life.